# 平山勝雄
平山 勝雄（ひらやま かつお、1978年10月4日 - ）は、ルートインBCリーグ福井ワイルドラプターズ球団GM（ゼネラルマネージャー）、株式会社ケイコンテンツ代表取締役CEOである。元読売テレビ東京制作部の演出、プロデューサー。大阪府大阪市東成区出身。

## 経歴
大阪府立高津高等学校から神戸大学経済学部に進学。卒業後は2003年読売テレビ大阪本社に入社。日本テレビ系列の多数の番組を手がける。現在は演出やプロデューサー業に従事している。
2005年から東京支社の制作部に勤務。『どっちの料理ショー』を担当し、その後に『ニッポン旅×旅ショー』でディレクターデビュー。『秘密のケンミンSHOW』のディレクター（2019年7月からプロデューサー）として活躍。同番組の人気コーナー「ヒミツのOSAKA」を立ち上げから手がけた。

2011年に『ダウンタウンDX』のディレクターに就任。2015年2月からはチーフディレクターを担当、2018年11月から2019年8月まではプロデューサーも兼務していた。平山は雑誌の取材に対し、当時のことを
と答えている。

2013年からは『ワケあり!レッドゾーン』のプロデューサー兼演出を務めた。番組にはライセンスを起用し、
と評価している。苦労する点として同番組は毎回オンエアできないくらいのギリギリトークになる傾向が強い点を挙げている。
2016年に自身が在籍している草野球チーム「天晴」のメンバーである徳田正憲と大塚卓に声を掛け、野球YouTubeチャンネル『トクサンTV』を立ち上げ、2人に番組制作のノウハウを徹底的に叩き込み、野球YouTuberとしての地位を確立させた。
2020年3月、読売テレビを退社し、個人運営から移行した『トクサンTV』や、新規に始めた『ヒューマンバグ大学 闇の漫画』およびサブチャンネルを始めとしたYouTubeチャンネル運営や映像制作を手掛ける株式会社ケイコンテンツを設立。BCリーグ福井ワイルドラプターズゼネラルマネージャーに就任。

## 人物像
趣味は野球。右投げ右打ち。神戸大学時代は硬式野球部に所属し、エース投手として活躍。在学時はMAX147キロを記録するなどプロ注目の右腕であった。
現在も草野球チームに所属し、2013年にはGBN全国草野球大会関東大会を制覇。武器は140キロのストレートとツーシームとフォークボール。理論的な投球スタイルとは裏腹に、打撃スタイルは理論派ではなく感覚派で常にフルスイング。ニックネームはアニキ。大学野球部の後輩に元東京ヤクルトスワローズの塚本浩二がいる。
YouTubeを始めようと思ったきっかけは、動画で問題提起して、みんなで野球について考え、それぞれのチームで共有して欲しいと考えたからである。また、テレビ番組を意識した質の高さを追求し、動画内ではライパチの名前で活動している大塚卓は、「冒頭30秒のあいさつだけで作り直させられた」とその厳しさを語っている。また取材の際には勝手に撮影をせず、許可を得られない動画は絶対に使わないというテレビマンとしてのプロ意識を持って撮影を行っている。

## 担当した番組
- 体感!奇跡のリアルタイム
- 男の本性あぶり出しバラエティ 妄想ふくらむフグ女たち（第2回から）
- どっちの料理ショー
- アナタの名字SHOW
- 黒船SHOW社
- ニッポン旅×旅ショー
- にけつッ!!
- ダウンタウンDX（演出・プロデューサー）
- ワケあり！レッドゾーン（演出・プロデューサー）
- 秘密のケンミンSHOW（プロデューサー）[9]

## 著書
- トクサンTVが教える超ピッチング講座（KADOKAWA、2019年11月22日初版発行、ISBN 978-4-04-896586-6）※アニキ名義